# استفتاء حالة سار 1935

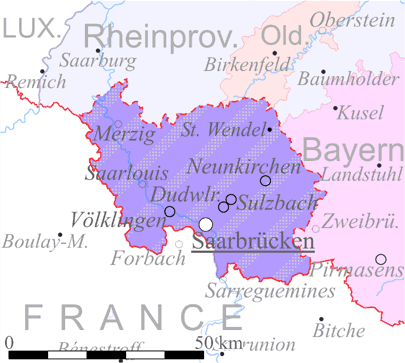
أراضي حوض سار

تم إجراء استفتاء حول الوضع الإقليمي في إقليم حوض سار في 13 يناير 1935. اختار أكثر من 90% من الناخبين إعادة التوحيد مع ألمانيا مع تصويت 9% للوضع الراهن كإقليم من عصبة الأمم وأقل من 0.5% اختيار التوحيد مع فرنسا.

## الخلفية
في نهاية الحرب العالمية الأولى، تم فصل سار عن ألمانيا لتديره عصبة الأمم. تم إعطاء فرنسا السيطرة على مناجم الفحم في سار. كما كان مقررًا بعد خمسة عشر عامًا من إدارة عصبة الأمم إجراء استفتاء في الإقليم.
ومع قرب نهاية عام 1934، قرر مجلس عصبة الأمم أن قوة حفظ السلام ستكون ضرورية في فترة الاستفتاء. وافقت الحكومتان الألمانية والفرنسية على السماح لقوة دولية بدخول منطقة سار. وافق المجلس بالإجماع في 8 ديسمبر 1934، على قرار يدعو إلى هذه القوة. وافقت بريطانيا (1500 جندي) وإيطاليا (1300 جندي) والسويد (260 جندي) وهولندا (250 جندي) على توفير قوات للقوة الدولية البالغ قوامها 3300 جندي في سار. جميع النفقات التي تفوق تلك التي يتم تكبدها عادةً لنفس القوات على صندوق العصبة المخصص للاستفتاء. عيّنت العصبة قائدًا هو الجنرال جون بريند، مع التحكم التشغيلي بالقوة. لقد قامت القوات بدوريات، لكنها لم تقوم بالشرطة. لم تستجب القوة إلا لحالات الطوارئ بناءً على طلب السلطات المحلية. كان هناك القليل من العنف أو لم يحدث على الإطلاق خلال الاستفتاء واعتبر جهد حفظ السلام نجاحًا.

## الحملة
في حين أن معظم الجماعات السياسية في سار دعمت عودتها إلى ألمانيا قبل وصول أدولف هتلر إلى السلطة، فإن معارضي النازية في سار بدأوا في الشك بعد ذلك. ونظرًا لقمع هتلر لنظرائهم الألمان، فقد دعم الشيوعيون والاشتراكيون استمرار إدارة عصبة الأمم وتأخير الاستفتاء حتى انتهاء الحكم النازي في ألمانيا. انقسم الروم الكاثوليك فيما يتعلق بالعودة إلى الحكم الألماني. ومن أجل تحقيق النصر في هذا الاستفتاء، لجأ النازيون إلى «مزيج من المراس والضغط الوحشي». في عام 1933، ذكرت سارة وامبو، أحد أعضاء لجنة الاستفتاء، أن الشكاوى من «عهد الإرهاب» النازي قدمت من قبل غير النازيين من سارلاند والصحافة الأجنبية. شملت هذه الشكاوى مزاعم من بين أمور أخرى بأن النازيين تورطوا في الترهيب، «والتجسس، والإدانات السرية، وعمليات الاختطاف... ... اعتراض الرسائل والبرقيات، [و] الاستماع إلى المحادثات الهاتفية». ردًا على ذلك، اضطرت لجنة إدارة سار إلى «إصدار عدد من المراسيم التقييدية للحفاظ على النظام العام». في نوفمبر 1934 وخوفًا من التدخل المسلح من جانب فرنسا، قللت حكومة ألمانيا النازية من قتالها وغيرت أساليبها. كما حظر جوزيف بوركل، مفوض هتلر لسار، ارتداء الزي الرسمي داخل منطقة طولها 25 ميلًا على طول حدود سار بين 10 يناير 1935 و10 فبراير 1935. لقد حظر بيركيل أيضًا الاجتماعات والمسيرات والمواكب في هذا المنطقة. أخبر جاكوب بيرو، الزعيم النازي في سار، أتباعه بأن يطيعوا الانضباط الأكثر صرامة وينفذوا عقوبات قاسية على أي مخالفات.

## النتائج
في الاستفتاء، سُئل الناخبون عما إذا كان يجب أن يظل سار تحت إدارة عصبة الأمم أو العودة إلى ألمانيا أو أن يصبح جزءً من فرنسا. وفي مفاجأةٍ للمراقبين المحايدين والنازيين أنفسهم، صوت أكثر من 90% لصالح لم الشمل مع ألمانيا. شهدت كل منطقة تصويت 83% على الأقل من الناخبين الذين يؤيدون إعادة سار إلى الحكم الألماني، ورغم ادعاء جورج كليمنصو بوجود 150,000 فرنسي في سار، فإن أقل من 1% من الناخبين يؤيدون ضم سار من فرنسا.
| الخيار                       | الأصوات | %     |
| ---------------------------- | ------- | ----- |
| التوحيد مع ألمانيا           | 477089  | 90.73 |
| الوضع الراهن                 | 46613   | 8.87  |
| التوحيد مع فرنسا             | 2124    | 0.40  |
| أصوات غير صالحة / فارغة      | 2161    | -     |
| المجموع                      | 527987  | 100   |
| الناخبين المسجلين / الإقبال  | 539542  | 97.99 |
| المصدر: الديمقراطية المباشرة |         |       |

## بعد الاستفتاء
بعد الاستفتاء، قرر مجلس عصبة الأمم عودة سار إلى ألمانيا. حيث عاد جزءً من ألمانيا في 1 مارس 1935، مع تولي جوزيف بوركل منصب مفوض الرايخ. وفي عام 1936، تم دمجه في غاو فالز (بلاتينيت) لتشكيل غاو فالز-سار (سميت سارفالز في 1937 وويستمارك في 1940).
أوصى تقرير الجنرال بريند عن قوة سار بتجميع جميع قوات حفظ السلام هذه في المستقبل من دول ليس لها مصلحة مباشرة في المسألة المطروحة. وأشار إلى أن وجود قوة صغيرة فقط أمر ضروري، لأن السلطة المعنوية لوجودها هي التي تهم. كلتا الملاحظتين أساسيتين في حفظ السلام الحديث بدلًا من الأمن الجماعي.
كان مكتب نانسين الدولي للاجئين مسؤولًا عن التسوية الناجحة للاجئين سار في باراغواي بعد عام 1935.